# Tephritis rasa
Tephritis rasa
 es una especie de insecto díptero que Seguy describió científicamente por primera vez en el año 1934.
Esta especie pertenece al género Tephritis de la familia Tephritidae.